# اكادير تيسنت (تيسينت)
اكادير تيسنت هي إحدى مشيخات المملكة المغربية، تتبع جغرافيا لإقليم طاطا وإداريًا لتيسينت. يقدر عدد سكانها بـ 4098 نسمة حسب الإحصاء الرسمي للسكان والسكنى لسنة 2004.